# Pyralis faviusalis
Pyralis faviusalis es una especie de polilla del género Pyralis, tribu Pyralini, familia Pyralidae. Fue descrita científicamente por Walker en 1859.

## Descripción
Posee palpos delgados y cortos. Las antenas son pubescentes, con alas anchas y cortas.

## Distribución
Se distribuye por Malasia.